# Francouvertes
Les Francouvertes est un concours musical annuel créé en 1995 et ayant lieu à Montréal. Il s'agit de l'une des vitrines majeures de la scène musicale francophone québécoise émergente.

## Historique
Les Francouvertes ont été créées en 1995 par Faites de la musique, une entreprise d'économie sociale du quartier Hochelaga-Maisonneuve à Montréal.
De 1995 à 2004, Les Francouvertes ont eu lieu au Zest, défunte salle de concerts de la rue Bennett à Montréal. Durant ses premières années de vie le concours a dévoilé plusieurs artistes important de la scène alternative québécoise tels que Les Cowboys Fringants, Loco Locass, Karkwa, WD-40, Les Goules, etc.
En 2003, l'organisme Faites de la musique! se voit obligé d'annuler la tenue du concours en raison de difficultés financières. L'organisme fermera ses portes en 2004, mais Les Francouvertes perdureront et reprendront du service dès 2005, alors que Sylvie Courtemanche, ancienne employée de Faites de la musique!, décide de reprendre en charge le festival en le transformant en un organisme autonome.
Depuis 2005, le concours se tient chaque hiver au Lion d'Or, dans le quartier Centre-sud à Montréal.

## Fonctionnement du concours
Les Francouvertes est un concours où le public est amené à participer. Lors des trois principales étapes (Préliminaires, Demi-Finales, Finales) du concours, les spectateurs sont appelés à noter les groupes participants et les bulletins ainsi remplis comptent pour 50 pour cent des votes. L'autre moitié du vote est assurée par un jury formé de membres de l'industrie.
Les Francouvertes invitent chaque année les musiciens québécois désireux de concourir à fournir leur dossier durant l'automne. Entre autres critères, les candidats doivent proposer des chansons originales en français pour être éligibles.
Chaque année, 21 artistes sont retenus pour participer aux préliminaires.
Les préliminaires se déroulent sur sept soirées (trois groupes par soir) à raison d'une soirée par semaine. Habituellement, elles commencent durant le mois de février et se poursuivent jusqu'à la mi-mars.
Suivent les demi-finales ou les neuf artistes sélectionnés durant la première ronde s'affrontent par groupe de trois réparties sur trois soirées consécutives du mois d'avril.
Pour terminer, les finales ont lieu généralement en mai. Depuis 2008, la Finale se déroule au Club Soda.

## Liste des éditions
| #  | Année     | Gagnant(e)                      | 2e position                           | 3e position                           |
| -- | --------- | ------------------------------- | ------------------------------------- | ------------------------------------- |
| 1  | 1995      | Sylvie Royer                    | 8e porte à gauche                     | Les Tchigaboux                        |
| 2  | 1996      | Jocelyn Bigras                  | Danielle Richard et sa cage de bruits | Garnote                               |
| 3  | 1997      | Ivy                             | Sara Vafaï                            | WD-40                                 |
| 4  | 1998-1999 | Apogée                          | Gwenwed                               | Le Quartier des papillons souterrains |
| 5  | 1999-2000 | Loco Locass                     | Les Cowboys Fringants                 | Gaétan Leboeuf                        |
| 6  | 2000-2001 | La Chango Familly               | ?Alice!                               | Hugo Bonneville                       |
| 7  | 2001-2002 | Kulcha Connection               | Karlof Orchestra                      | Karkwa                                |
| 8  | 2002-2003 | Syncop                          | Les Breastfeeders                     | Les Goules                            |
| 9  | 2005      | Damien Robitaille               | Masse Poésie                          | Caniche Hara-Kiri                     |
| 10 | 2006      | Ma blonde est une chanteuse     | David Marin                           | Mathieu Mathieu                       |
| 11 | 2007      | Mimosa                          | Émilie Proulx                         | Deya                                  |
| 12 | 2008      | La patère rose                  | Bonjour Brumaire                      | Le Citoyen                            |
| 13 | 2009      | Ariel                           | Mad’Moizèle Giraf                     | Francis d’Octobre                     |
| 14 | 2010      | Bernard Adamus                  | Alex Nevsky                           | Monogrenade                           |
| 15 | 2011      | Chloé Lacasse                   | Karim Ouellet                         | Canailles                             |
| 16 | 2012      | Les Sœurs Boulay                | Gazoline                              | Francis Faubert                       |
| 17 | 2013      | Les Hay Babies                  | Dead Obies                            | Marcie                                |
| 18 | 2014      | Philippe Brach                  | Julie Blanche                         | Deux Pouilles en Cavale               |
| 19 | 2015      | Dylan Perron et Élixir de Gumbo | Charles-Antoine Gosselin              | Émile Bilodeau                        |
| 20 | 2016      | La Famille Ouellette            | Mon Doux Saigneur                     | Caltâr-Bateau                         |
| 21 | 2017      | Lydia Képinski                  | Les Louanges                          | Laurence-Anne                         |
| 22 | 2018      | LaF                             | Lou-Adriane Cassidy                   | CRABE                                 |
| 23 | 2019      | O.G.B.                          | Alex Burger                           | P’tit Belliveau et les Grosses Coques |
| 24 | 2020      | Valence                         | Ariane Roy                            | Narcisse                              |
| 25 | 2021      | Étienne Coppée                  | Calamine                              | Ambre ciel                            |
| 26 | 2022      | Rau_Ze                          | Hôte                                  | Émile Bourgault                       |
| 27 | 2023      | Jeanne Côté                     | Parazar                               | Héron                                 |
| 28 | 2024      | Soleil Launière                 | Sensei H                              | Loïc Lafrance                         |
| 29 | 2025      | Muhoza                          | Leone Volta                           | Kat Pereira                           |

## Participants
| - 8e porte à gauche (finaliste de la 1re édition) - 8F8M - Bernard Adamus (gagnant de la 14e édition) - L'Affaire Tournesol - L'Agent Placard - Ainsi Soient-ils - AlaSKA - Alex Nevsky (finaliste de la 14e édition) - ?Alice! (finaliste de la 6e édition) - Anatole - Antonin de la Gabatine - Apogée (gagnant de la 4e édition) - Vincent Appelby - Aquaplane - Chantal Archambault - Ariel (gagnant de la 13e édition) - Arseniq 33 - Arvida Crew - Auguste - Maxime Auguste - Laura Babin - Babylones - Baptiste (deux fois) - Miles Barnes - Barrdo - Beat Sexü - Olivier Bélisle - Alexandre Belliard - Ben & Mimi - Bermudes - Jacques Bertrand Junior - Mathieu Bérubé (deux fois) - Jocelyn Bigras (gagnant de la 2e édition) - Billy Love Band - Émile Bilodeau (finaliste de la 19e édition) - BIRMANI - Bobby One - Blanc Bonnet - Céline Boissonneault - Bombolessé - Bonjour Brumaire (finaliste de la 12e édition) - Bonne journée ! - Hugo Bonneville (finaliste de la 6e édition) - Gabriel Bouchard - Hugo Bourcier - Philippe Brach (gagnant de la 18e édition) - Bravofunken - Les Breastfeeders (finaliste de la 8e édition) - Thierry Bruyère - Bujo - Bungalow - Alex Burger (finaliste de la 23e édition) - BRUE - Caféïne et les bodums - Caloon Saloon - Caltâr-Bateau (finaliste de la 20e édition) - Camionnette - David Campana - Canailles (finaliste de la 15e édition) - Caniche Hara-Kiri (finaliste de la 9e édition) - Cardinal - Caroline d'été - Stéphane Carter - La Casa - Lou-Adriane Cassidy (finaliste de la 22e édition) - Pierre Cavale - Cellos of Fire - Ramon Cespedes - Chandail de loup - La Chango Family (gagnant de la 6e édition) - Chapeaumelon - Jérôme Charette-Pépin - Éric Charland - Sophie Chen - Cherchez la tortue - Cherry Chérie - Les Chimères - Christian - Le Citoyen (finaliste de la 12e édition) - Claude-Andrée - Coléoptères - Comment Debord - Anaïs Constantin - La Corde de Bois - Coroner Paradis - Antoine Corriveau - Cosmik Débris - Cosmophone - Les Cowboys Fringants (finaliste de la 5e édition) - CRABE (finaliste de la 22e édition) - Robert Cromp - Cy - D-Track - Jipé Dalpé - Simon Daniel (deux fois) - Danielle Richard et sa cage de bruits (deux fois, finaliste de la 2e édition) - Dans l'Shed - Bérénice Dauphin - Éric Dauphin - Dave Chose - Dead Obies (finaliste de la 17e édition) - Dear Denizen - Défense d'afficher - Délirium Circus (deux fois) - Raphaël Dénommé - Nathalie Déraspe - Julien Déry - Deslandes - Deux Pouilles en Cavale (finaliste de la 18e édition) - Deya (finaliste de la 11e édition) - Dézuets d'Plingrés - Diabolus in Musica - Dialecte - Dilemme - Dobacaracol - Domaine Alary - Dominic avec un c - Duo Impromptu - Le Duo Impromptu et les Cordes hallucinantes - Dylan Perron et Élixir de Gumbo (gagnant de la 19e édition) - Eden106 - Édwar 7 - Electrik B.B.Q. - éléphantine - Emile Gruff - Esker Mica - L'Étranger - Eugène et le cheval (deux fois) - Exode - La Famille Ouellette (gagnant de la 20e édition) - Claude Arthur Fandloy - Francis Faubert (finaliste de la 16e édition) - Gérard Ferron (trois fois) - Feuilles et Racines - Filon d'Art - Étienne Fletcher - Fleur de peau - Foisy - Fonojône - Théodore Fontaine - Ian Fournier (deux fois) - Les Fous alliés - Francis d'Octobre (finaliste de la 13e édition) - Franco American - Fred Co. S.T.F. (deux fois) - Frek - French Cancan - Les Frères Goyette - Fria Moeras | - Roger Frustre - Fuudge (sous le nom de Fudge) - G.O.D. - Gab Paquet - La Galère - Garnote (finaliste de la 2e édition) - Gatineau - Gazoline (finaliste de la 16e édition) - Guillaume Bordel - Gong Goya - Charles-Antoine Gosselin (finaliste de la 19e édition) - Les Goules (finaliste de la 8e édition) - Gouvernement Zel - Anique Granger - Gratien et les garagistes - Gratte-ciel - Grenadine - Les guerres d'l'amour - Armand Guindon - Gustafson - Gwenwed (finaliste de la 4e édition) - Joey Robin Haché - Patrick Hamilton - Les Handclaps (deux fois) - Hans Heinrich - Harvee - Les Hay Babies (gagnantes de la 17e édition) - Héliodrome - Les hôtesses d'Hilaire - Hors d'Ordre - Hôtel Morphée - Les Hôtesses d'Hilaire - Huis Clos - Hurluberlu - Il danse avec les genoux - Illico - Inger - InVitro - Isabeau et les chercheurs d'Or - Ivy (gagnant de la 3e édition) - Ivy et Reggie - Jay Scøtt X Smitty Bacalley - Jean Arsenault et la Ouanani - Jesuslesfilles - Jet Sex - Shawn Jobin - JohnE-5 - Julie Blanche (finaliste de la 18e édition) - Juste Robert - Kaïn - Kamikaze - Karkwa (finaliste de la 7e édition) - Le Karlof Orchestra (finaliste de la 7e édition) - Karma Atchykah and The Consequences - Karmad'aï (deux fois) - Karo et Moi - Lydia Képinski (gagnante de la 21e édition) - Le kid et les Marinellis - KidSentiment - Simon Kingsbury - Kirouac & Kodakludo - Kit Kat - Kitchose Band - Konflit Dramatik - KPLR - Kulcha Connection (gagnant de la 7e édition) - La Valérie - Labess - Fred Labrie - Lac Estion - Antoine Lachance - Les Incendiaires - L'Indice - Chloé Lacasse (gagnante de la 15e édition) - Jacques Lachapelle - LaF (gagnant de la 22e édition) - Patrick Lafleur - Félix Lafrance - Laizenzymes - Marie-Claude Lamoureux - Langevin - Lara - Marc-Antoine Larche - Oli Laroche - Thierry Larose - Laurence-Anne (finaliste de la 21e édition) - Lazy Lovers - Lue Lebel - Gaétan Leboeuf (finaliste de la 5e édition) - Simon Leduc - Leela - Laura Lefebvre - Maxime Lefebvre - LeGlobe - Dominic Lemieux - Martin Léon - Lesbiennes d'acid - Olivier Lessard - Jean-Pierre Lezada - Lila dit ça - Loco Locass (gagnant de la 5e édition) - Los Guidounos - Les Louanges (finaliste de la 21e édition) - Louis Étienne - Louksaï - Ludger - Ludivico - Ludo Pin - Ma blonde est une chanteuse (gagnant de la 10e édition) - Mad'MoiZèle GIRAF (finaliste de la 13e édition) - Les Magouilleurs - Mahjor Bidet - Maison Brume - Jean-François Malo - Guillaume Mansour - Michel Marchildon - Malaimé Soleil - Marcie (finaliste de la 17e édition) - Marie-Claire - Marie-Félixe - Marie-Gold - Marie-Madeleine - Marijosée - David Marin (finaliste de la 10e édition) - Maritza - Les Martiens (2 fois) - Martin Tamar - Masse Poésie (finaliste de la 9e édition) - Mathias Mental - Mathieu Mathieu (finaliste de la 10e édition) - Sébastien Matte dit «Seb et son Cosmos 1999» - Maude - Mauvais Sort - Mauves - MC Phylis et Maxime Robin - MCC - Mclean - Mehdi Cayenne Club - Méta Gruau - Joanie Michaud - Michèle O. - Micros Armés - Le mieux de la mort - Mille Monarques - Mimi VanDerGlow - Mimosa (gagnant de la 11e édition) - Miss Sassoeur & Les Sassys - Miss Sassoeur & Les Sassys[pas clair] - Mo Cactus - Mon Doux Saigneur (finaliste de la 20e édition) | - Mono/Stéréo - Monogrenade (finaliste de la 14e édition) - Joanna Moon - Max Moran - Mordicus - Benoit Morier - Mort de rire - Mort Rose - Muse et Hommes - Myëlle - Nadine et Les Grosses Têtes - Naïla (trois fois) - Narsy - André Nault - Nicole - Nicolet - Nini Marcelle - Nitram et les Sept Grammes - Nathalie Noël - Josette Noreau - Steve Normandin - Karine Novelle - NulSiDécouvert - Of Course - O.G.B. (gagnant de la 23e édition) - On a créé UN MONSTRE - Orchestrol Parade - Ouch! - Karim Ouellet (finaliste de la 15e édition) - L'Ours - P.A.P.A. - Pacte Tektonik - Pandaléon - Benoit Paradis - Paré Kief - Les Passagers - Pat Duquette's Band - La Patère Rose (gagnant de la 12e édition) - Peppertree - Perdrix - Philémon chante - Pierrick et les Zoopsies - Plastic Lite - Plaza Musique - Polémil Bazar - Polipe - Poni - PONTEIX - Poulin - Yves Prévost - Prodyge - Projet Coyote - Propofol - Protofiev - Émilie Proulx (finaliste de la 11e édition) - Psychopass - Psycoze Poétik - P'tit Belliveau et les Grosses Coques (finaliste de la 23e édition) - Purge - Q-D'Sac - Le Quartier des papillons souterrains (finaliste de la 4e édition) - Rayannah - Règne de feu - Renard Blanc - La Réplik - Les Rétrorockets - Max Ricard - Stéphane Richard (deux fois) - Michel Robichaud - Louis-Philippe Robillard - Damien Robitaille (gagnant de la 9e édition) - Les Robots de la rime - Benoit Rocheleau - Anthony Roussel - Sylvie Royer (gagnante de la 1re édition) - Rymz - Sagacité (deux fois) - Valéry Saint-Germain - Joëlle Saint-Pierre - Sam Faye et D-Track - Samuele Mandeville - Sarahmée - Luc Sasseville - Sculture[réf. nécessaire] du Son - Shampouing - Kyra Shaughnessy - Shotto Guapo & Major - Les ShrimpS - Daniel Simard - SKAT - Slain - Les sœurs Boulay (gagnantes de la 16e édition) - Soké - Someurland - Sophie Anctil et ses autodidactes - Sophie Tremblay et le Blanquette Quartette - Brigitte St-Aubin - Les Stups - Suprême Sans Plomb - Les Swompards de l'est - Sylvia - Syncop (gagnant de la 8e édition) - Synopsis - Système 700 - Tako Tsubo - Christine Tassan - Les Tchigaboux (finaliste de la 1re édition) - Télémaque - thaïs - Tire le coyote - Titelaine - Matt Tomlinson - Totem Tabou - Sarah Toussaint-Léveillé - Tracteur Jack - Jean-François Tremblay - Trémolo - Tri Stomato - La Tribune - Trionozor - Le Troupo Folklorik - Trud'homme - Turbo Distortion - Ultra-Violet - Ümanz - The Urban Indians - Sara Vafaï (finaliste de la 3e édition) - Ariane Vaillancourt - Rosie Valland - Valse Fréquence - Van Carton - Vanesse Pariétaire - Valéry Vaughn - Mélanie Venditti - Venus Virus - Véruschka (2 fois) - vice E roi - Violett Pi - Virgo & Co - Les Voisins d'en Dessous (deux fois) - Volume 10 (deux fois) - VULGAIRE - Vulvets - WD-40 (deux fois, finaliste de la 3e édition) - Tamara Weber - Yokofeu - Yvon et ses Démons - Zéro Celsius - zouz |